# Дедан

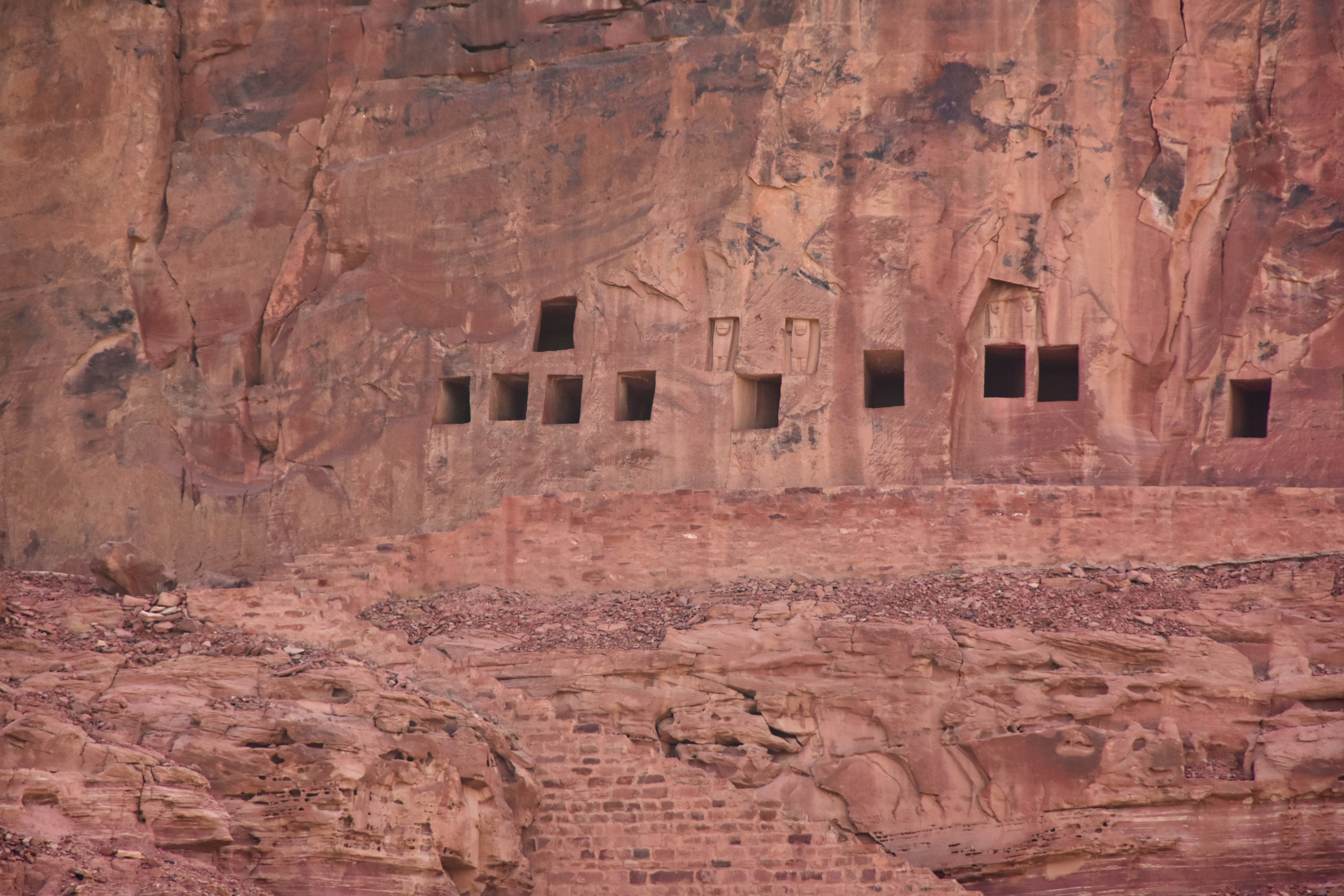
Деданские гробницы возле резиденции царей Эль-Хурайба

Дедан (Дадан; ddn, араб. ددن‎) — историческое государство, существовавшее на севере Аравийского полуострова и предшествовавшее царству Лихьян.
Об истории Дедана до воцарения правителей из Лихьянской династии известно очень мало. Резиденция царей располагалась в месте, ныне известном как Эль-Хурайба в Вади-эль-Кура (совр. Аль-Ула в Саудовской Аравии). Царство процветало в период между VII и V веками до н. э. и было известно своим богатством от торговли.
Дедан впервые упоминается в библейских источниках в VI веке до н. э. В том же веке Нововавилонский царь Навуходоносор II подчинил Дедан в ходе походов в Аравию и Южную Палестину. Также известно, что последний Нововавилонский царь Набонид при завоевании Аравии убил некоего «царя Дедана». К тому же периоду относится эпитафия царя Дедана Кабир’ила ибн Мата‘’ила, который, возможно, является тем самым царём Дедана. Долгое время Кабир’ил считался единственным известным царём Дедана, но благодаря археологическим раскопкам было найдено упоминание царя Аси (‘Aṣī) и доселе неизвестного божества по имени Тахлан (Ṭaḥlān). Вероятно, после падения Нововавилонского царства, во второй половине VI века до н. э. Дедан обрёл самостоятельность.
Библия содержит два варианта родословной Дедана. Согласно первой, он был потомком Авраама от его наложницы Кетуры (Быт. 25:3). По другой версии, Дедан был сыном Раамы, внуком Хуша (Быт. 10:7). Также в Библии упоминаются «караваны деданитов» (Исх. 21:13) и то, что они торговали с городами Финикии, в частности с Тиром (Иез. 27:20). Евсевий Кесарийский («Ономастикон») упоминает местность Δαιδάν (Дедан) возле Петры, что позволяет предположить о миграции деданитов из территории, которая позднее стала известна как Набатея, но подтвердить это свидетельствами из других источников невозможно.
Позднее в Дедане пришли к власти цари Лихьяна, которые упоминаются в надписях, найденных в городе и его окрестностях. Возможно, это произошло в персидский период (539—334 годы до н. э.), на что указывает использование персидских терминов в надписях. Согласно датировке Альберта ван ден Брандена («Histoire de Thamoud», 1960) это произошло в середине V века до н. э.
Периодизация истории Дедана/Лихьяна согласно Ф. В. Уиннету:
| Название           | Период                        |
| ------------------ | ----------------------------- |
| Деданский          | VI век до н. э.               |
| Самудский          | начало V века до н. э.        |
| Ранний лихьянский  | V век до н. э.                |
| Поздний лихьянский | 1-я половина IV века до н. э. |